# Region Suðuroy
Region Suðuroy – region Wysp Owczych. Obejmuje dwie wyspy, z których główną jest Suðuroy, gdzie mieszka cała ludność regionu. Mniejsza, Lítla Dímun jest niezamieszkana. Również powierzchniowo pierwsza wyspa góruje nad drugą, będąc ponad dwustu krotnie większą od tej drugiej. Największym miastem tej grupy jest Vágur, miasto zamieszkane przez około 1420 mieszkańców (28,1%). Na tym obszarze znajduje się siedem gmin oraz 17 miast, z czego wszystkie na wyspie Suðuroy.
| Miasto       | Mieszkańcy | Wyspa   |
| ------------ | ---------- | ------- |
| Vágur        | 1452       | Suðuroy |
| Tvøroyri     | 1195       | Suðuroy |
| Hvalba       | 654        | Suðuroy |
| Trongisvágur | 415        | Suðuroy |
| Sumba        | 281        | Suðuroy |
| Porkeri      | 273        | Suðuroy |
| Froðba       | 153        | Suðuroy |
| Hov          | 133        | Suðuroy |
| Fámjin       | 115        | Suðuroy |
| Sandvík      | 113        | Suðuroy |
| Lopra        | 96         | Suðuroy |
| Øravík       | 35         | Suðuroy |
| Akrar        | 28         | Suðuroy |
| Víkarbyrgi   | 0          | Suðuroy |
| Akrarbyrgi   | 0          | Suðuroy |
| Tjaldavík    | ?          | Suðuroy |
| Fámará       | ??         | Suðuroy |